# Pole brzuszne nakrywki
Pole brzuszne nakrywki (pole Tsaia, łac. area tegmentalis ventralis) – jądro limbiczne śródmózgowia, wysyłające włókna dopaminergiczne do wszystkich struktur układu limbicznego. Leży w przyśrodkowo-brzusznej części nakrywki, bocznie i do przodu od jądra międzykonarowego.